# Суворов, Аркадий Александрович
Князь Арка́дий Алекса́ндрович Суво́ров (4 (15) августа 1784 — 13 (25) апреля 1811) — генерал-лейтенант, граф Рымникский и князь Италийский, сын великого русского полководца А. В. Суворова.

## Биография

### Рождение, ранние годы
До начала 1796 года проживал в Москве с матерью, княжной Варварой Ивановной (в девичестве Прозоровской). Отец ещё за несколько месяцев до его рождения навсегда покинул супругу, подозревая её в измене, и не признавал себя отцом этого ребёнка.
Тем не менее, в конце 1795 года Екатерина II, желая облагодетельствовать своего победоносного фельдмаршала, призвала мальчика ко двору и пожаловала в камер-юнкеры к великому князю Константину Павловичу. Теперь полководцу, жизнь которого проходила в походах и дальних гарнизонах, ничего не оставалось, как с благодарностью принять этот знак монаршего благоволения и связанные с отцовством хлопоты. Поэтому, сразу по прибытии сына в Санкт-Петербург, он поселил Аркадия у его старшей сестры — графини Н. А. Зубовой (1775—1844), и постарался подобрать ему в наставники надёжного боевого офицера, образованного, благонравного и, главное — носителя французского языка. Выбор фельдмаршала пал на офицера собственного штаба — майора К. О. Оде-де-Сиона (1758—1837).

После отъезда в марте 1796 года фельдмаршала в войска, граф Н. А. Зубов (1763—1805), регулярно докладывая тестю о том, как проходят занятия его сына, писал, между прочим: 
Сион, со своей стороны, довольно попечителен и, не притупляя в нем врожденного живого характера, преподаёт ему добрые правила; по желанию брата, князя Платона, Аркадий нередко у него бывает и, одним словом, много предвещает доброго.
В ноябре 1796 года Суворов заметил в письме зятю, что занятиями своего сына «весьма доволен».

14 июля (25 июля) того же, 1797 года графиня Зубова, выхлопотав у Государя разрешение, приехала навестить ссыльного отца в село Кончанское (Боровичский уезд, Новгородская губерния) вместе с Аркадием и «воспитателем брата — майором Сионом и его женой». А уже 20 июля (31 июля) граф Суворов временно освободил майора Оде-де-Сиона от обязанностей воспитателя и отправил в Кобринский ключ временным управляющим, рассчитывая с его помощью навести порядок в делах имения. Узнав 28 августа (8 сентября) об этой командировке, Павел I наложил на донесение резолюцию: 
Сиону быть при графе Суворове, яко воспитателю его сына, не возбранять, но другим никому к графу приезд не дозволять
21 сентября (1 октября) того же года графиня Н. А. Зубова с Аркадием Суворовым и Каролиной Ивановной Оде-де-Сион, супругой воспитателя, отбыла в Санкт-Петербург.
В начале февраля 1798 года граф А. В. Суворов вернул отставного майора К. О. Оде-де-Сиона в Санкт-Петербург к обязанностям воспитателя Аркадия. Пребывающий в стеснённых финансовых обстоятельствах, граф А. В. Суворов был вынужден урезать и без того скромное содержание Аркадия с 2500 до 2000 рублей в год.

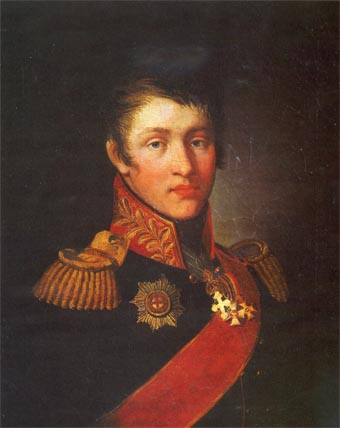
Портрет работы неизвестного художника. 1809 год.

Зимой 1798 года семейство графа и графини Зубовых, в котором проживал Аркадий, вынуждено было переехать в Москву. Граф А. В. Суворов написал графу Хвостову с просьбой приютить сына у себя в Санкт-Петербурге, но письмо из Кончанского пришло слишком поздно. К. О. Оде-де-Сион успел, к большому неудовольствию опального полководца, снять за его счёт квартиру, в которой поселился вместе с воспитанником и всей своей семьёй. Он предполагал начать с Аркадием, которому уже исполнилось 14 лет, визиты с целью преподать ему наглядное представление о светских устоях и нравах, а также завязать полезные знакомства, но отец категорически не одобрил и этого:
Сие письмо Карла Осиповича Сиона оказует его похвальную благовидность: но несходно с российскими обычиями, особливо моими… Аркадию потребны непорочные нравы, а не визиты и контр-визиты; не обращение с младоумными, где оные терпят кораблекрушение…граф А. В. Суворов — графу Д. И. Хвостову 29 октября (9 ноября) 1798 года
 И вскоре Аркадий окончательно расстался со своим воспитателем.

### Зрелые годы
Участвовал в Итальянском и Швейцарском походах, в войнах с Францией в 1807 году, Австрией в 1809 году и Турцией в 1810—1811 годах.
Уже при Павле I пожалован в генерал-адъютанты, сохранив это звание и при Александре І. К 25 годам был генерал-лейтенантом и командиром 9-й пехотной дивизии, расквартированной на правобережной Украине.
Генерал-лейтенант Суворов трагически погиб при переправе через реку Рымник 13 апреля 1811 года. История о том, что Суворов утонул, пытаясь спасти своего кучера, впервые была рассказана биографом генералиссимуса Е. Б. Фуксом и не подтверждается воспоминаниями современников и документальными источниками. Похоронен в церкви Константина и Елены Новоиерусалимского монастыря. Там же была похоронена его мать в 1806 году.
По отзыву современника, князь Суворов был «совершенный красавец, пел прекрасно и имел все, чтобы нравиться дамам. Держал псовую охоту с гончими и борзыми». После смерти отца в Петербурге женился на Елене Александровне Нарышкиной (1785—1855). У них было две дочери — Мария (в браке за князем М. М. Голицыным) и Варвара (в браке за Д. Е. Башмаковым; во втором — за А. И. Горчаковым) и два сына — Александр и Константин. Именно Александр Аркадьевич стал наиболее известным из потомков А. В. Суворова.